# 13787 Nagaishi
13787 Nagaishi este un asteroid din centura principală de asteroizi.

## Descriere
13787 Nagaishi este un asteroid din centura principală de asteroizi. A fost descoperit pe 26 octombrie 1998 la Nanyo de Tomimaru Okuni. Asteroidul prezintă o orbită caracterizată de o semiaxă mare de 3,20 ua, o excentricitate de 0,13 și o înclinație de 2,1° în raport cu ecliptica.